# Coenosia means
Coenosia means är en tvåvingeart som beskrevs av Johann Wilhelm Meigen 1826. Coenosia means ingår i släktet Coenosia och familjen husflugor. Arten är reproducerande i Sverige. Inga underarter finns listade i Catalogue of Life.